# Zéna de Porto Rico
Spindalis portoricensis
Espèce
Statut de conservation UICN

 LC  : Préoccupation mineure
La Zéna de Porto Rico (Spindalis portoricensis), surnommée reina mora (reine violette) ou reinita mora, est une espèce de passereaux endémique de Porto Rico. Elle est largement répartie sur toute l'île et son nombre est assez important pour qu'elle contribue à la dissémination des graines pour la reproduction des plantes dans l'écosystème portoricain. La reina mora est un des trois emblèmes nationaux de Porto Rico.

## Liens externes

Répartition de Spindalis portoricensis sur l'île de Porto Rico.